# 一条房冬
一条 房冬（いちじょう ふさふゆ）は、戦国時代の公家・大名。権大納言・一条房家の長男。土佐国最南端の幡多郡を中心に領域支配を展開した「地域権力」土佐一条氏の2代目当主。

## 経歴
明応7年（1498年）、一条房家の嫡男として誕生。
永正7年（1510年）、元服し、従五位上・侍従に叙任される。
永正10年（1513年）正五位下・左近衛少将、永正14年（1517年）従四位下、永正17年（1520年）正四位下・左近衛中将と昇進し、大永元年（1521年）従三位に叙せられて公卿に列した。同年6月、伏見宮邦高親王の王女・玉姫を正室に迎えている。
その後も、大永3年（1523年）権中納言、享禄3年（1530年）正三位、享禄5年（1532年）従二位と昇進。天文4年（1535年）には左近衛大将を兼帯している。
天文8年（1539年）、父・房家が死去すると正式に家督を継ぎ、在国公家としては異例の正二位の位階を許された。また、京都大徳寺の高僧・古岳宗亘に帰依し、禁裏との関係を深めようとしており、大徳寺に集う大名や堺商人との人的関係を構築することにより、政治的・経済的利益を得ることが目的だったと指摘されている。
天文9年（1540年）、家臣の讒言により、傅役で土佐一条家の重臣だった敷地藤安を自害させたが、後に藤安の無実を知ると後悔したという。
天文10年（1541年）11月6日、病没。享年44。最終官位は正二位・権中納言。嫡男の房基が土佐一条氏の跡を継いだ。正室の玉姫は天文16年（1547年）8月22日に没し、土御門上皇開基の常照寺（四万十市中村新町）に葬られた。常照寺は明治期の廃仏毀釈で廃寺となったが玉姫の墓は今も現存している。

## 官歴
『諸家伝』による。
- 永正7年（1510年） 12月29日：従五位上（直叙）、侍従
- 永正10年（1513年） 6月：左近衛少将。7月18日：正五位下
- 永正14年（1517年） 4月18日：従四位下
- 永正17年（1520年） 3月20日：正四位下（越階）。日付不詳：左近衛中将
- 大永元年（1521年） 5月14日：従三位、中将如元
- 大永3年（1523年） 8月18日：権中納言
- 享禄3年（1530年） 9月12日：正三位
- 享禄5年（1532年） 6月19日：従二位
- 天文4年（1535年） 11月7日：左近衛大将
- 天文6年（1537年） 日付不詳：辞大将
- 天文8年（1539年） 8月23日：正二位
- 天文10年（1541年） 11月6日：薨去

## 系譜[6]
- 父：一条房家
- 母：平松資冬の娘
- 正室：玉姫（-天文16(1547)年8月22日）：伏見宮邦高親王の娘。後花園天皇の弟の孫。法名は真照院殿寿嶽宗仙大禅定尼
  - 嫡男：一条房基（1522-1549）
- 側室：大内義興の長女
  - 次男：大内晴持（1524-1543）：法名は法寿寺殿俊英宗傑大禅定門[注釈 1]
- 生母不詳の子女
  - 男子：真海